# 決め方TV
『決め方TV』（きめかたテレビ）は、テレビ朝日にて、2015年10月6日（5日深夜）から2016年3月29日（28日深夜）まで、毎週火曜0:15 - 0:45（月曜深夜）（JST）に放送されていたバラエティ番組である。
過去3回特番として放送された。第1回・第2回は2週連続で『エンタメファクトリー』枠で放送され、第3回は土曜16:00 - 17:25に放送された。

## 概要
世の中の様々な事柄の「決め方」を紹介する番組。
レギュラー版において、2015年12月22日の放送までは、番組中、「スペクトルマン」の劇中の映像の一部が使用されており、ゴリとラーがテーマに則した会話をして進行していた。2016年1月5日の放送からは、代わりにスタジオ部分が追加され、毎回2人の芸能人が出演するようになった。

## 放送リスト

### 特番時代
| 回 | 放送日        | 放送時間      | ゲスト                                                                       | 備考 |
| -- | ------------- | ------------- | ---------------------------------------------------------------------------- | ---- |
| 1  | 2015年 3月1日 | 0:45 - 1:15   | 蛭子能収、高橋茂雄（サバンナ）、佐藤栞里、竹内由恵（テレビ朝日アナウンサー） |      |
| 2  | 3月8日        | 0:45 - 1:15   | 蛭子能収、高橋茂雄（サバンナ）、佐藤栞里、竹内由恵（テレビ朝日アナウンサー） |      |
| 3  | 6月6日        | 16:00 - 17:25 | 岡江久美子、博多大吉（博多華丸・大吉）、杉村太蔵、足立梨花                   |      |

### レギュラー時代
| 回                                                                                      | 放送日         | 内容                                             | ゲスト                               | 備考  |
| --------------------------------------------------------------------------------------- | -------------- | ------------------------------------------------ | ------------------------------------ | ----- |
| 1                                                                                       | 2015年 10月6日 | 家賃の決め方                                     | ビビる大木、西原崇（不動産鑑定士）   | [ 1 ] |
| 2                                                                                       | 10月13日       | 給料の決め方                                     | 森永卓郎、舞の海秀平                 |       |
| 3                                                                                       | 10月20日       | 映画字幕の決め方                                 | 河北麻友子、佐藤恵子                 |       |
| 4                                                                                       | 10月27日       | タクシールートの決め方                           |                                      |       |
| 5                                                                                       | 11月3日        | 芸名の決め方                                     | 井上咲樂                             |       |
| 6                                                                                       | 11月10日       | お花の値段の決め方                               |                                      |       |
| 7                                                                                       | 11月17日       | 本屋の配置の決め方                               |                                      |       |
| 8                                                                                       | 11月24日       | 映画吹き替えの決め方                             |                                      |       |
| 9                                                                                       | 12月1日        | 焼肉の焼き加減の決め方                           | 田辺晋太郎、辰巳琢郎                 |       |
| 10                                                                                      | 12月8日        | ミシュラン星レストランのおまかせメニューの決め方 |                                      |       |
| 11                                                                                      | 12月15日       | 温泉の効能の決め方                               |                                      |       |
| 12                                                                                      | 12月22日       | 物産展の商品の決め方                             |                                      |       |
| （12月29日は『人生で一番の質問』および『速報!有吉のお笑い大統領選挙2015冬』のため休止） |                |                                                  |                                      |       |
| 13                                                                                      | 2016年 1月5日  | スポーツ新聞の一面記事の決め方                   | 高橋茂雄（サバンナ）、佐藤栞里       |       |
| 14                                                                                      | 1月12日        | お笑いタレント改名の決め方                       | 高橋茂雄（サバンナ）、佐藤栞里       |       |
| 15                                                                                      | 1月19日        | 有名グルメ雑誌に掲載されるお店の決め方           | 博多大吉（博多華丸・大吉）、佐藤栞里 |       |
| 16                                                                                      | 1月26日        | 巨大な花のオブジェの決め方                       | 博多大吉（博多華丸・大吉）、佐藤栞里 |       |
| 17                                                                                      | 2月2日         | 実は、私が●●決めています                         | 高橋茂雄（サバンナ）、佐藤栞里       |       |
| 18                                                                                      | 2月9日         | バスツアーの決め方                               | 高橋茂雄（サバンナ）、佐藤栞里       |       |
| 19                                                                                      | 2月16日        | 水族館の決め方                                   | 高橋茂雄（サバンナ）、佐藤栞里       |       |
| 20                                                                                      | 2月23日        | 日本酒の決め方                                   | 高橋茂雄（サバンナ）、佐藤栞里       |       |
| 21                                                                                      | 3月1日         | 機内食の決め方                                   | 高橋茂雄（サバンナ）、佐藤栞里       |       |
| 22                                                                                      | 3月8日         | 動物園の決め方                                   | 高橋茂雄（サバンナ）、佐藤栞里       |       |
| 23                                                                                      | 3月15日        | 思い出の味の決め方                               | 高橋茂雄（サバンナ）、佐藤栞里       |       |
| 24                                                                                      | 3月22日        | 取扱説明書の決め方                               | 高橋茂雄（サバンナ）、佐藤栞里       |       |
| 25                                                                                      | 3月29日        | 梱包の決め方                                     | 高橋茂雄（サバンナ）、泉里香         |       |

## ネット局
| 放送対象地域 | 放送局               | 系列           | 放送日時                      | 放送開始日     | 備考       |
| ------------ | -------------------- | -------------- | ----------------------------- | -------------- | ---------- |
| 関東広域圏   | テレビ朝日 (EX)      | テレビ朝日系列 | 火曜 0:15 - 0:45（月曜深夜）  | 2015年10月6日  | 制作局     |
| 岩手県       | 岩手朝日テレビ (IAT) | テレビ朝日系列 | 火曜 0:15 - 0:45（月曜深夜）  | 2015年10月6日  | 同時ネット |
| 秋田県       | 秋田朝日放送 (AAB)   | テレビ朝日系列 | 火曜 0:15 - 0:45（月曜深夜）  | 2015年10月6日  | 同時ネット |
| 山形県       | 山形テレビ (YTS)     | テレビ朝日系列 | 火曜 0:15 - 0:45（月曜深夜）  | 2015年10月6日  | 同時ネット |
| 福島県       | 福島放送 (KFB)       | テレビ朝日系列 | 火曜 0:15 - 0:45（月曜深夜）  | 2015年10月6日  | 同時ネット |
| 長野県       | 長野朝日放送 (abn)   | テレビ朝日系列 | 火曜 0:15 - 0:45（月曜深夜）  | 2015年10月6日  | 同時ネット |
| 山口県       | 山口朝日放送 (yab)   | テレビ朝日系列 | 火曜 0:15 - 0:45（月曜深夜）  | 2015年10月6日  | 同時ネット |
| 沖縄県       | 琉球朝日放送 (QAB)   | テレビ朝日系列 | 火曜 0:15 - 0:45（月曜深夜）  | 2015年10月6日  | 同時ネット |
| 青森県       | 青森朝日放送 (ABA)   | テレビ朝日系列 | 水曜 0:45 - 1:15（火曜深夜）  | 2015年10月14日 | 8日遅れ    |
| 愛媛県       | 愛媛朝日テレビ (eat) | テレビ朝日系列 | 火曜 1:20 - 1:50 （月曜深夜） | 2015年10月20日 | 14日遅れ   |
| 福岡県       | 九州朝日放送 (KBC)   | テレビ朝日系列 | 木曜 1:50 - 2:20 （水曜深夜） | 2015年11月18日 | 16日遅れ   |
| 鹿児島県     | 鹿児島放送 (KKB)     | テレビ朝日系列 | 日曜 1:45 - 2:15 （土曜深夜） | 2016年1月24日  | 不定期放送 |

## スタッフ
- ナレーション：麻生智久
- 構成：そーたに、中野俊成、深田憲作、加藤ゆうた
- SW：渡辺晃一、千ヶ崎裕介
- CAM：首藤祥汰、田代浩
- MlX：加藤翠
- VE：伊藤洋人
- 美術：小谷知輝
- 美術進行：亀井直子
- 美術デザイン：島津桃衣子
- メイク：川口かつら店
- ロケ技術：港家、ティ・ピー・ブレーン、スイット
- 編集：佐藤敦哉、手塚貴幸、遠山貴博、山本良、星名隆志
- MA：飯森雅允、前田悠貴
- 音効：高橋健人
- タイトル：坂井正孝
- 編成：大松宏樹
- 宣伝：醍醐彩乃
- 技術協力：テイクシステムズ、TSP、東京オフラインセンター
- 制作協力：零CREATE、VISUAL VOICE、acro
- TK：船木玉緒
- デスク：佐藤まゆみ
- リサーチ：ニューズクリエイト 佐藤直也、米田匡篤、フォーミュレーション
- イラスト：リトルベア
- AD：笹原麻美、貝沼亜美、関直輝、坂下貴紀、斎藤康平、石井麻由
- AP：佐藤弘興、榎本有紀、羽根葵
- ディレクター：橋本崇、雨宮智史、池田修大
- プロデューサー：山田俊介、濱崎賢一、伊織秀二（零CREATE）、石和富士男（VISUAL VOICE）
- ゼネラルプロデューサー：山下浩司
- 制作著作：テレビ朝日